# Program Surveyor
Program Surveyor, serija od sedam NASA-inih svemirskih sondi lansiranih s ciljem fotografiranja Mjeseca i ispitivanja mogućnosti slijetanja; potpora programu Apollo. Lansirani u razdoblju od 1966. do 1968. na površinu Mjeseca uspješno su sletjeli Surveyori 1, 3, 5, 6 i 7 dok su izgubljeni Surveyor 2 i 4.